# پولاریس (کمیک)
پولاریس (به انگلیسی: Polaris) با نام اصلی لورنا دِین (به انگلیسی: Lorna Dane)، یک شخصیت خیالی ابرقهرمان در کتاب‌های کامیک آمریکایی منتشر شده توسط مارول کامیکس است، که اغلب با مجموعه مردان ایکس در ارتباط است. شخصیت پولاریس توسط آرنولد دریک، دان هک و جیم استرنکو خلق شده‌است که برای اولین بار در شمارهٔ ۴۹ از مجموعه کمیک مردان-ایکس در اکتبر ۱۹۶۸ حضور پیدا کرد. پولاریس جهش‌یافته‌ای با توانایی کنترل نیروی مغناطیس، بسیار شبیه به شخصیت مگنیتو است، که او مدت‌ها به این مسئله مظنون بود که مگنیتو پدر بیولوژیکی او می‌باشد، حقیقتی که در شمارهٔ ۴۳۱ مجموعه کتاب کامیک مردان-ایکس غیرطبیعی تأیید شد. پولاریس خواهر ناتنی دوقلوهای کوئیک سیلور و اسکارلت ویچ به‌شمار می‌رود، و همچنین دارای رابطهٔ بلند مدت و پیچیده‌ای با دیگر شخصیت مردان ایکس، هاوک است که با او نامزد بود.
اما دومان در مجموعه تلویزیونی با استعداد (۲۰۱۷) وظیفه بازی در این نقش را بر عهده دارد.

## زندگینامه ساختگی شخصیت
گفته شده والدین لورنا دین تنها چند هفته پس از تولدش، بر اثر سقوط هواپیما جانشان را از دست دادند. سپس او توسط خانوادهٔ دِین‌ها که به نظر می‌رسید خواهر مادر، و همسرش بودند، به فرزندخواندگی پذیرفته شد. دِین‌ها هرگز برای لورنا فاش نکردند که آن‌ها پدر و مادر واقعی‌اش نیستند، زیرا هراس داشتند که بازگویی این حقیقت ممکن است آسیب‌های مخربی به او وارد کند. لورنا نیز چیزی دربارهٔ سقوط هواپیما و حقیقتی که او به فرزندخواندگی گرفته شده‌است نمی‌دانست تا اینکه نزدیک به سن بیست سالگی خود رسید.
لورنا با موهایی سبز رنگ متولد شده بود، و به دلیل اینکه او را به چشم فردی متفاوت در نظر نگیرند، در ابتدای زندگی توسط والدینش و سپس بوسیلهٔ خودش، موهایش همیشه قهوه‌ای رنگ نگاه داشته می‌شد.